# Neoantistea coconino
Neoantistea coconino là một loài nhện trong họ Hahniidae.
Loài này thuộc chi Neoantistea. Neoantistea coconino được Ralph Vary Chamberlin & Wilton Ivie miêu tả năm 1942.